# たかおゆうこ
たかお ゆうこは、東京都出身の絵本作家、イラストレーター。本名：高尾 裕子（読み同じ）。

## 来歴
多摩美術大学卒業。大手玩具メーカーの企画デザイン室を経て、アメリカでカリグラフィー、水彩画、銅版画などを学ぶ。帰国後、絵本の仕事を始める。

## 主な著作

### 絵本
- 『ふゆの日のコンサート』　（1995年、架空社、ISBN 978-4906268856）
- 『ねずみの家』　作：ルーマー・ゴッデン  絵：たかおゆうこ  訳：おびかゆうこ（2001年、徳間書店、ISBN 978-4198614201）
- 『家の中では、とばないで！』　作：ベティー・ブロック  絵：たかおゆうこ  訳：原みち子 （2002、徳間書店、ISBN 978-4198615956）
- 『池のほとりのなかまたち』　作：ラッセル・ホーバン  絵：たかおゆうこ  訳：松波佐知子（2004年、徳間書店、ISBN 978-4198618537）
- 『ハムスターのハモ』　（2004年10月、福音館書店、ISBN 978-4834020137）
- 『帰ってきた船乗り人形』　作：ルーマー・ゴッデン  絵：たかおゆうこ  訳：おびかゆうこ（2007年4月、徳間書店、ISBN 978-4198623265）
- 『ハモのクリスマス』　（2008年10月、福音館書店、ISBN 978-4834023725）
- 『もねちゃんのたからもの』　（2010年5月、徳間書店、ISBN 978-4198629595）
- 『クリスマスのりんご』　文：ルース・ソーヤー、アリソン・アトリー  編：上條由美子  絵：たかおゆうこ（2012年10月、福音館書店、ISBN 978-4834027488）
- 『6月のおはなし 雨がしくしく、ふった日は』　作：森絵都（2013年4月、講談社、ISBN 978-4061957428）
- 『さんびきのこねずみとガラスのほし』　（2013年11月、徳間書店、ISBN 978-4198637101）
- 『ねばらねばなっとう』　作：林木林（2014年4月、ひかりのくに、ISBN 978-4564014222）
- 『おしゃれなクララとおばあちゃんのぼうし』　文：エイミー・デ・ラ・ヘイ  絵：エミリー・サットン  訳：たかおゆうこ（2015年12月、徳間書店、ISBN 978-4198640682）
- 『ふわふわちゃん おでかけこんにちは』　文：こがようこ（2016年7月、教育画劇、ISBN 978-4774620688）

#### 「プリンちゃん」シリーズ
- 『プリンちゃん』　文：なかがわちひろ（2011年9月、理論社、ISBN 978-4652040980）
- 『プリンちゃんとおかあさん』　文：なかがわちひろ（2012年10月、理論社、ISBN 978-4652041246）
- 『プリンちゃんとモンブランばあば』　文：なかがわちひろ（2014年3月、理論社、ISBN 978-4652200469）
- 『プリンちゃんとブラウニーとうさん』　文：なかがわちひろ（2015年10月、理論社、ISBN 978-4652201268）